# خوان غوتيريز (لاعب كرة قاعدة)
خوان غوتيريز (بالإسبانية: Juan Gutiérrez)‏ هو لاعب كرة قاعدة فنزويلي، ولد في 14 يوليو 1983 في بويرتو لا كروز في فنزويلا.

## وصلات خارجية
- خوان غوتيريز على موقع دوري كرة القاعدة الرئيسي (الإنجليزية)
- خوان غوتيريز على موقعبيزبول رفرنس.كوم (الدوري الرئيسي) (الإنجليزية)
- خوان غوتيريز على موقعبيزبول رفرنس.كوم (الدوري الثانوي) (الإنجليزية)
- خوان غوتيريز على موقع إي إس بي إن.كوم (أم.أل.بي) (الإنجليزية)
- خوان غوتيريز على موقع مشجعي الرسوم البيانية (الإنجليزية)